# Moschiano

Moschiano es uno de los 119 municipios o comunas ("comune" en italiano) de la provincia de Avellino, en la región de Campania. Con cerca de 1.658 habitantes, según el censo de 2005, se extiende por una área de 13 km², teniendo una densidad de población de 128 hab/km². Linda con los municipios de Forino, Lauro, Monteforte Irpino, Quindici, y Taurano.

## Demografía
| Gráfica de evolución demográfica de Moschiano entre 1861 y 2001 |
|                                                                 |
| Fuente ISTAT - elaboración gráfica de Wikipedia                 |

- Datos: Q55071
- Multimedia: Moschiano / Q55071

1. ↑  Worldpostalcodes.org, código postal n.º 83020.
2. ↑  «Codici Catastali». Comuni-italiani.it (en italiano). Consultado el 29 de abril de 2017.